# جایزه هول‌وک
جایزه هول‌وک (به انگلیسی: Holweck Prize) یک جایزه بزرگ اروپایی در رشتهٔ فیزیک است که به صورت سالانه توسط انستیتو فیزیک انگلیس و انجمن فیزیک فرانسه به شهرواندان این دو کشور اعطا می‌شود. این جایزه یکی از چهار جایزه بزرگ انجمن فیزیک فرانسه و یکی از چهار جایزه دوسویه بین‌المللی انستیتو فیزیک انگلیس است و از یک مدال صدا و مبلغی پول نقد تشکیل می‌شود. این جایزه در سال ۱۹۴۵ به یادبود فرناند هول‌وک و دیگر فیزیک‌دانان فرانسوی که طی سال‌های ۱۹۴۰ تا ۱۹۴۵ طی اشغال فرانسه در جنگ جهانی دوم توسط نازی‌ها کشته شده یا مورد آزار و اذیت قرار گرفته بودند، پایه‌گذاری شد. این جایزه به خاطر انجام کاری شاخص در فیزیک تجربی (که موضوع مورد علاقه هول‌وک هم بود) یا به خاطر انجام کاری شاخص در فیزیک تئوری که رابطه نزدیکی با فیزیک تجربی دارد، به فیزیک‌دانان اهدا می‌شود. در بین برندگان این جایزه، نام چندین برنده جایزه نوبل فیزیک هم دیده می‌شود.